# Liste der Bodendenkmäler in Hinterschmiding
Auf dieser Seite sind die Bodendenkmäler in der niederbayerischen Gemeinde Hinterschmiding zusammengestellt. Diese Tabelle ist eine Teilliste der Liste der Bodendenkmäler in Bayern. Grundlage ist die Bayerische Denkmalliste, die auf Basis des Bayerischen Denkmalschutzgesetzes vom 1. Oktober 1973 erstmals erstellt wurde und seither durch das Bayerische Landesamt für Denkmalpflege geführt wird. Die folgenden Angaben ersetzen nicht die rechtsverbindliche Auskunft der Denkmalschutzbehörde.

## Bodendenkmäler in Hinterschmiding
| Lage       | Objekt | Akten-Nr.     | Bild |
| ---------- | --- | ------------- | ---- |
| (Standort) | Untertägige Befunde des Mittelalters und der frühen Neuzeit im Bereich der abgegangenen Glashütte Viereckl-Hütte.       | D-2-7147-0004 |      |
| (Standort) | Untertägige Befunde der frühen Neuzeit im Bereich der abgebrochenen Kapelle St. Leonhard und St. Oswald in Herzogsreut. | D-2-7147-0028 |      |
| (Standort) | Untertägige Befunde des Mittelalters und der frühen Neuzeit im Bereich einer abgegangenen Glashütte.                    | D-2-7147-0033 |      |
| (Standort) | Teilabschnitt des Winterberger Zweiges des mittelalterlich-frühneuzeitlichen Altweges Goldener Steig.                   | D-2-7147-0079 |      |
| (Standort) | Teilabschnitt des Winterberger Zweiges des mittelalterlich-frühneuzeitlichen Altweges Goldener Steig.                   | D-2-7147-0080 |      |
| (Standort) | Teilabschnitt des Winterberger Zweiges des mittelalterlich-frühneuzeitlichen Altweges Goldener Steig.                   | D-2-7147-0081 |      |
| (Standort) | Teilabschnitt des Winterberger Zweiges des mittelalterlich-frühneuzeitlichen Altweges Goldener Steig.                   | D-2-7148-0027 |      |